# Рівненське вище професійне училище ДДСО при МВС України

## Історія
Рівненське вище професійне училище ДДСО при МВС України створено 16 березня 1992 року на базі Рівненського УПППО  ДДСО при МВС України та реорганізовано 6 квітня 2004 року у вище.
За роки свого існування училище підготувало більш, як 20 тисяч фахівців: міліціонерів охорони, інкасаторів, кінологів і водіїв для Державної служби охорони та інших не державних охоронних структур. Випускники  навчального закладу з успіхом здійснюють охоронні функції на державних підприємствах, у недержавних охоронних структурах, банківських установах, гіпер- та супермаркетах,  забезпечують здійснення заходів з інкасації та супроводження валютних цінностей, а також працюють на різних посадах в сфері надання охоронних послуг по всій нашій державі.

## Навчальна база
Навчальна база складається з 24 навчальних аудиторій та спеціальних класів. Училище має власні спортивні зали та майданчики, кінологічний центр, смугу психоемоційного навантаження, стрілецький комплекс з двома тирами та двома навчальними аудиторіями, мультимедійний тир, електронно-оптичний тренажер для навчальної стрільби,.
Навчальний процес забезпечують кабінети спеціальної техніки і засобів зв’язку, криміналістики, методичний кабінет, сучасні навчальні аудиторії, комп’ютерні класи, навчальні полігони, лабораторії. Функціонує студія звукового та відеозапису, кімната психологічного розвантаження, бібліотека з двома читальними залами.  
В училищі одночасно може навчатись до 550 слухачів.

## Змагання на базі училища
З 1996 року, щорічно у вересні, на базі училища проводяться фінальні змагання конкурсу професійної майстерності "Найкращий за професією" серед працівників груп затримання підрозділів ДСО України.

Також на базі училища проводились 
командні змагання з: 
- міні-футболу,
- волейболу,
- легкої атлетики,
- кульової стрільби[3].